# مونرا
مونرا (انگلیسی: Monera) یک فرمانرو در برخی طبقه‌بندی‌ها که شامل جانداران پروکاریوت و باستانیان و باکتری‌ها می‌شود. ابتدا در سال ۱۸۶۶ توسط ارنست هکل (Ernst Haeckel) این جانداران را به عنوان یک شاخه پیشنهاد کرد. در طبقه‌بندی چهار فرمانرویی کوپلند در سال ۱۹۳۸ و طبقه‌بندی پنج فرمانرویی ویتاکر در سال ۱۹۶۹ این جانداران به عنوان یک فرمانرو طبقه‌بندی شدند. بعدها جانداران این گروه در فرمانروی باکتریها و باستانیان طبقه‌بندی شدند.
| لینه ۱۷۳۵           | هکل ۱۸۶۶    | چاتون ۱۹۲۵  | کوپلند ۱۹۳۸ | ویتیکر ۱۹۶۹ | ووز و دیگران ۱۹۹۰   | کاوالیر-اسمیت ۱۹۹۸ |
| ------------------- | ----------- | ----------- | ----------- | ----------- | ------------------- | ------------------ |
| ۲ فرمانرویی         | ۳ فرمانرویی | دوقلمرویی   | ۴ فرمانرویی | ۵ فرمانرویی | سه‌حوزه‌ای            | ۶ فرمانرویی        |
| (در نظر گرفته نشده) | آغازیان     | پروکاریوت‌ها | مونرا       | مونرا       | باکتری‌ها            | باکتری‌ها           |
| (در نظر گرفته نشده) | آغازیان     | پروکاریوت‌ها | مونرا       | مونرا       | باستانیان (Archaea) | باکتری‌ها           |
| (در نظر گرفته نشده) | آغازیان     | یوکاریوت‌ها  | آغازیان     | آغازیان     | یوکاریا             | پروتوزوآ           |
| (در نظر گرفته نشده) | آغازیان     | یوکاریوت‌ها  | آغازیان     | آغازیان     | یوکاریا             | کرومیست‌ها          |
| گیاهان              | گیاهان      | یوکاریوت‌ها  | گیاهان      | گیاهان      | یوکاریا             | گیاهان             |
| گیاهان              | گیاهان      | یوکاریوت‌ها  | گیاهان      | قارچ‌ها      | یوکاریا             | قارچ‌ها             |
| جانوران             | جانوران     | یوکاریوت‌ها  | جانوران     | جانوران     | یوکاریا             | جانوران            |